# Moss FK
O Moss FK, ou Moss Fotballklubb, é um clube norueguês de futebol fundado em 28 de Agosto de 1906. O time manda seus jogos no Melløs stadion, na cidade de Moss, com capacidade de 3,085 espectadores.
Atualmente o clube encontra-se na segunda divisão do futebol nacional, tendo sua última participação na primeira divisão sido em 2002.